# Maximilian Haider
Maximilian Haider (* 23. ledna 1950) je rakouský fyzik, jehož specializací je především elektronová mikroskopie. V roce 2011 získal za příspěvky k elektronové mikroskopii, společně s Haraldem Rosem a Knutem Urbanem Wolfovu cenu za fyziku.  V roce 2013 získala stejná trojice vědců cenu nadace BBVA, opět za významné příspěvky k elektronové mikroskopii, konkrétně za zvýšení přesnosti elektronové mikroskopie až na subatomární úroveň.
Fyziku vystudoval na univerzitě v Kielu a na Technické univerzitě v Darmstadtu. V roce 2016 působí na technologickém institutu v Karlsruhe jako profesor.